# Nissan Almera
Nissan Almera er en lille mellemklassebil fra den japanske bilfabrikant Nissan Motor bygget mellem sensommeren 1995 og efteråret 2006, og igen siden 2011.
Almera, som i Japan og visse andre steder blev solgt under navne som Nissan Pulsar, Lucino, Bluebird Sylphy og Sentra, var på det europæiske marked efterfølgeren for Nissan Sunny og konkurrerede dermed f.eks. med Volkswagen Golf, Opel Astra, Ford Focus, Toyota Corolla og Renault Mégane.
Almera blev produceret med motorer på mellem 75 og 143 hk. Produktionen til hovedmarkederne blev indstillet i efteråret 2006, og modellen blev afløst af Nissan Tiida.
I Mellem- og Sydamerika og Mellemøsten bygges sedanversionen af anden generation fortsat med 1,6- og 1,8-litersmotorer. Bilen sælges der dels under betegnelsen Almera og dels som Sunny, i nogle tilfælde også i den i efteråret 2002 introducerede faceliftede udgave.
I oktober 2011 sendte Nissan en modificeret udgave af Nissan Latio på det thailandske marked under Almera-navnet.

## Almera (N15, 1995−2000)
Den første modelgeneration af Nissan Almera (type N15) blev præsenteret på Frankfurt Motor Show i september 1995. Modellen blev produceret som tre- og femdørs hatchback og firedørs sedan.
Med Almera N15 blev den kompakte bagaksel som sørger for en optimal vejbeliggenhed, frem for alt under stærk opbremsning i kurver, introduceret. Bilen er forsynet med moderne 16-ventilede motorer, og har som standard også fører- og passagerairbags, servostyring, elektronisk startspærre og flere andre elektroniske hjælpesystemer.
I starten kunne Almera leveres med benzinmotorer på 1,4 og 1,6 liter. I juni 1996 fulgte 2,0 GTi-modellen med 105 kW (143 hk) og en 2,0-liters sugedieselmotor med 55 kW (75 hk). Fra maj 1997 blev ABS-bremser en del af standardudstyret i samtlige versioner.
Modeller med udstyr udover standardudstyret
S (GA14DE)
- Standardudstyr

LX/GX (GA14DE eller CD20, også som sedan) som S samt:
- Centrallåsesystem

SLX (GA16DE, også som sedan) som LX/GX samt:
- Højdejusterbart førersæde
- El-ruder
- El-justerbare sidespejle

SR (GA16DE) som SLX samt:
- ABS
- Tågeforlygter
- Tagspoiler
- Sportssæder

GTi (SR20DE) som SR samt:
- Alufælge
- Klimaanlæg
- ABS-bremser

Sportline (GTi-version begrænset til 100 stk., fandtes kun i sort og rød) (SR20DE)
- 30 mm sænkning
- Alugearknop og -pedaler
- Skrifttræk på bagklappen, handskerummet og under sideblinklysene
- Alufælge OZ F1 Racing 7,5x16" med 215-dæk

- Almera femdørs bagfra
- Nissan Almera tredørs
(1995−1998)
- Nissan Almera sedan
(1995–1998)

### Sikkerhed
Modellen blev i 1999 kollisionstestet af Euro NCAP med et resultat på halvanden stjerne ud af fem mulige.
Det svenske forsikringsselskab Folksam vurderer flere forskellige bilmodeller ud fra oplysninger fra virkelige ulykker, hvorved risikoen for død eller invaliditet i tilfælde af en ulykke måles. I rapporterne Hur säker är bilen? er/var Almera i årgangene 1995 til 1999 klassificeret som følger:
- 2003: Som middelbilen[4]
- 2005: Som middelbilen[5]
- 2007: Som middelbilen[6]
- 2009: Dårligere end middelbilen[7]
- 2011: Som middelbilen[8]
- 2013: Som middelbilen[9]
- 2015: Som middelbilen[10]
- 2017: Som middelbilen[11]

### Facelift
Med faceliftet i marts 1998 blev sideairbags en del af standardudstyret. Kølergrillen, forlygterne, baglygterne og frontskørterne blev modificeret.
Standardudstyret omfattede nu ABS og fire airbags, forlygter og blinklys i klart glas samt modificerede baglygter, en støjdæmpende måtte på motorhjelmen, instrumenter med hvid baggrund og el-justerbare sidespejle lakeret i bilens farve.
Modeller med udstyr udover standardudstyret
Motion (GA14DE) ekstra udstyr:
- Centrallåsesystem
- Tagspoiler
- Sportssæder
- Højdejusterbart førersæde

Competence (GA14DE og CD20, også som sedan) som Motion samt:
- Centrallåsesystem med fjernbetjening
- Klimaanlæg

Ambiente (GA16DE, også som sedan) som Competence samt:
- Alufælge

Emotion (GA16DE) som Ambiente samt:
- Tågeforlygter

GTi (senere TopSport) (SR20DE) som Emotion samt:
- Elektrisk soltag
- Sorte forlygter og blinklys

I marts 2000 blev produktionen af Almera N15 afsluttet.
- Nissan Almera sedan
(1998–2000)
- Almera sedan bagfra
- Nissan Almera femdørs (1998–2000)
- Nissan Almera GTi (1999)

### Tekniske data
|                                                | 1.4                 | 1.4                 | 1.6                 | 1.6                             | 2.0 GTi/TopSport     | 2.0 D              |
| Byggeperiode                                   | 9/1995−3/2000       | 9/1995−3/2000       | 9/1995−3/2000       | 9/1995−3/2000                   | 6/1996−3/2000        | 6/1996−3/2000      |
| Motordata                                      |                     |                     |                     |                                 |                      |                    |
| Motorkode                                      | GA14DE              | GA14DE              | GA16DE              | GA16DE                          | SR20DE               | CD20               |
| Motortype                                      | R4-benzinmotor      | R4-benzinmotor      | R4-benzinmotor      | R4-benzinmotor                  | R4-benzinmotor       | R4-dieselmotor     |
| Antal ventiler pr. cylinder                    | 4                   | 4                   | 4                   | 4                               | 4                    | 2                  |
| Ventilstyring                                  | DOHC, kæde          | DOHC, kæde          | DOHC, kæde          | DOHC, kæde                      | DOHC, kæde           | OHC, tandrem       |
| Fødesystem                                     | Multipoint          | Multipoint          | Multipoint          | Multipoint                      | Multipoint           | Hvirvelkammer      |
| Trykladning                                    | –                   | –                   | –                   | –                               | –                    | –                  |
| Køling                                         | Vandkøling          | Vandkøling          | Vandkøling          | Vandkøling                      | Vandkøling           | Vandkøling         |
| Boring × slaglængde                            | 73,6 × 81,8 mm      | 73,6 × 81,8 mm      | 76,0 × 88,0 mm      | 76,0 × 88,0 mm                  | 86,0 × 86,0 mm       | 84,5 × 88,0 mm     |
| Slagvolume                                     | 1392 cm³            | 1392 cm³            | 1597 cm³            | 1597 cm³                        | 1998 cm³             | 1974 cm³           |
| Kompressionsforhold                            | 9,5:1               | 9,5:1               | 9,8:1               | 9,8:1                           | 10,0:1               | 22,2:1             |
| Maks. effekt ved omdr./min.                    | 55 kW (75 hk) 6000  | 64 kW (87 hk) 6000  | 66 kW (90 hk) 6000  | 73 kW (99 hk) 6000              | 105 kW (143 hk) 6400 | 55 kW (75 hk) 4800 |
| Maks. drejningsmoment ved omdr./min.           | 116 Nm 4000         | 116 Nm 4000         | 135 Nm 4000         | 136 Nm 4000                     | 178 Nm 4800          | 132 Nm 2800        |
| Kraftoverførsel                                |                     |                     |                     |                                 |                      |                    |
| Drivende hjul                                  | Forhjul             | Forhjul             | Forhjul             | Forhjul                         | Forhjul              | Forhjul            |
| Gearkasse (standardudstyr)                     | 5-trins manuel      | 5-trins manuel      | 5-trins manuel      | 5-trins manuel                  | 5-trins manuel       | 5-trins manuel     |
| Gearkasse (ekstraudstyr)                       | –                   | –                   | 4-trins automatisk  | 4-trins automatisk              | –                    | –                  |
| Præstationer                                   |                     |                     |                     |                                 |                      |                    |
| Topfart                                        | 169 km/t            | 172 km/t            | 178 km/t            | 180 km/t (168 km/t)             | 210 km/t             | 156 km/t           |
| Acceleration 0-100 km/t                        | 12,8 sek.           | 12,6 sek.           | 11,1 sek.           | 11,0 sek. (12,9 sek.)           | 8,2 sek.             | 16,8 sek.          |
| Brændstofforbrug pr. 100 km ved blandet kørsel | 7,0 liter Blyfri 95 | 6,6 liter Blyfri 95 | 7,3 liter Blyfri 95 | 7,2 liter (7,4 liter) Blyfri 95 | 8,0 liter Blyfri 95  | 6,2 liter Diesel   |

1. ↑  Værdier i parentes gælder for versioner med automatgear

## Almera (N16, 2000−2006)
I marts 2000 kom den anden modelgeneration (type N16) af Almera på markedet. I første omgang kunne den købes som tre- og femdørs hatchback, og i april fulgte sedanversionen.
Ny i programmet var den i juni 2000 introducerede kompakte MPV, Almera Tino. Den afløste stationcarudgaven af forgængeren Sunny, som frem til marts 2000 blev solgt sideløbende med den foregående Almera-generation.
Modellen findes med benzinmotorer på 1498 cm³ med 66 kW (90 hk, senere 72 kW (98 hk)) og 1769 cm³ med 84 kW (114 hk, også med 4-trins automatgearkasse, senere med 85 kW (115 hk)), såvel som dieselmotorer på 1461 cm³ med 60 kW (82 hk) og 2184 cm³ med 81 kW (110 hk, senere 82 kW (112 hk) og 100 kW (136 hk)).
- Almera femdørs bagfra
- Nissan Almera sedan (2000–2002)

### Sikkerhed
Modellen blev i 2001 kollisionstestet af Euro NCAP med et resultat på fire stjerner ud af fem mulige.
Det svenske forsikringsselskab Folksam vurderer flere forskellige bilmodeller ud fra oplysninger fra virkelige ulykker, hvorved risikoen for død eller invaliditet i tilfælde af en ulykke måles. I rapporterne Hur säker är bilen? er/var Almera i årgangene 1999 til 2007 klassificeret som følger:
- 2009: Som middelbilen[7]
- 2011: Mindst 20 % bedre end middelbilen[8]
- 2013: Mindst 20 % bedre end middelbilen[9]
- 2015: Mindst 20 % bedre end middelbilen[10]
- 2017: Som middelbilen[11]

### Facelift
I oktober 2002 gennemgik Almera en opdatering af optikken og teknikken. Derudover kom der en ny dieselmotor med en højere effekt som følge af sin commonrail-indsprøjtning.
Fra februar 2006 kunne Almera kun leveres med 1,5-liters benzinmotoren.
I oktober 2006 blev produktionen af Almera endegyldigt indstillet. Modellen blev i Europa i starten af 2008 afløst af Nissan Tiida, som kom på markedet i Japan allerede i slutningen af 2004.
- Nissan Almera femdørs (2002–2006)
- Almera femdørs bagfra
- Nissan Almera tredørs (2002–2006)

### Tekniske data
|                                                | 1.5                 | 1.5                 | 1.8                             | 1.8                             | 1.5 dCi                   | 2.2 Di                    | 2.2 dCi                   | 2.2 dCi                   |            |
| Byggeperiode                                   | 3/2000−9/2002       | 10/2002−10/2006     | 3/2000−9/2002                   | 10/2002−2/2006                  | 1/2003−2/2006             | 3/2000−9/2002             | 9/2003−2/2006             | 9/2003−2/2006             |            |
| Motordata                                      |                     |                     |                                 |                                 |                           |                           |                           |                           |            |
| Motorkode                                      | QG15DE              | QG15DE              | QG18DE                          | QG18DE                          | K9K                       | YD22DDT                   | YD22DDTi                  | YD22DDTi                  |            |
| Motortype                                      | R4-benzinmotor      | R4-benzinmotor      | R4-benzinmotor                  | R4-benzinmotor                  | R4-dieselmotor            | R4-dieselmotor            | R4-dieselmotor            | R4-dieselmotor            |            |
| Antal ventiler pr. cylinder                    | 4                   | 4                   | 4                               | 4                               | 2                         | 4                         | 4                         | 4                         |            |
| Ventilstyring                                  | DOHC, kæde          | DOHC, kæde          | DOHC, kæde                      | DOHC, kæde                      | OHC, tandrem              | DOHC, kæde                | DOHC, kæde                | DOHC, kæde                |            |
| Fødesystem                                     | Multipoint          | Multipoint          | Multipoint                      | Multipoint                      | Commonrail                | Direkte                   | Commonrail                | Commonrail                | Commonrail |
| Trykladning                                    | –                   | –                   | –                               | –                               | Turbolader, ladeluftkøler | Turbolader, ladeluftkøler | Turbolader, ladeluftkøler | Turbolader, ladeluftkøler |            |
| Køling                                         | Vandkøling          | Vandkøling          | Vandkøling                      | Vandkøling                      | Vandkøling                | Vandkøling                | Vandkøling                | Vandkøling                |            |
| Boring × slaglængde                            | 73,6 × 88,0 mm      | 73,6 × 88,0 mm      | 80,0 × 88,0 mm                  | 80,0 × 88,0 mm                  | 76,0 × 80,5 mm            | 86,0 × 94,0 mm            | 86,0 × 94,0 mm            | 86,0 × 94,0 mm            |            |
| Slagvolume                                     | 1498 cm³            | 1498 cm³            | 1769 cm³                        | 1769 cm³                        | 1461 cm³                  | 2184 cm³                  | 2184 cm³                  | 2184 cm³                  |            |
| Kompressionsforhold                            | 9,9:1               | 9,9:1               | 9,5:1                           | 9,5:1                           | 18,3:1                    | 18,0:1                    | 16,7:1                    | 16,7:1                    |            |
| Maks. effekt ved omdr./min.                    | 66 kW (90 hk) 5600  | 72 kW (98 hk) 6000  | 84 kW (114 hk) 5600             | 85 kW (115 hk) 5600             | 60 kW (82 hk) 4000        | 81 kW (110 hk) 4000       | 82 kW (112 hk) 4000       | 100 kW (136 hk) 4000      |            |
| Maks. drejningsmoment ved omdr./min.           | 128 Nm 2800         | 136 Nm 4000         | 158 Nm 2800                     | 163 Nm 4000                     | 185 Nm 1750               | 230 Nm 2000               | 248 Nm 2000               | 304 Nm 2000               |            |
| Kraftoverførsel                                |                     |                     |                                 |                                 |                           |                           |                           |                           |            |
| Drivende hjul                                  | Forhjul             | Forhjul             | Forhjul                         | Forhjul                         | Forhjul                   | Forhjul                   | Forhjul                   | Forhjul                   |            |
| Gearkasse (standardudstyr)                     | 5-trins manuel      | 5-trins manuel      | 5-trins manuel                  | 5-trins manuel                  | 5-trins manuel            | 5-trins manuel            | 5-trins manuel            | 6-trins manuel            |            |
| Gearkasse (ekstraudstyr)                       | –                   | –                   | 4-trins automatisk              | 4-trins automatisk              | –                         | –                         | –                         | –                         |            |
| Præstationer                                   |                     |                     |                                 |                                 |                           |                           |                           |                           |            |
| Topfart                                        | 173 km/t            | 177 km/t            | 185 km/t (173 km/t)             | 186 km/t (176 km/t)             | 170 km/t                  | 185 km/t                  | 187 km/t                  | 200 km/t                  |            |
| Acceleration 0-100 km/t                        | 13,8 sek.           | 13,1 sek.           | 11,1 sek. (12,8 sek.)           | 10,8 sek. (12,5 sek.)           | 14,4 sek.                 | 12,3 sek.                 | 11,4 sek.                 | 9,2 sek.                  |            |
| Brændstofforbrug pr. 100 km ved blandet kørsel | 6,6 liter Blyfri 95 | 6,7 liter Blyfri 95 | 7,5 liter (7,8 liter) Blyfri 95 | 7,5 liter (7,8 liter) Blyfri 95 | 4,8 liter Diesel          | 5,7 liter Diesel          | 5,9 liter Diesel          | 5,9 liter Diesel          |            |

1. ↑  Værdier i parentes gælder for versioner med automatgear

### B10 (2002−2010)
I 2002 startede Renault Samsung Motors i Sydkorea produktionen af modellen Renault Samsung SM3, en bil på basis af Nissan Bluebird Sylphy N16 samt den anden modelgeneration af Almera. Den blev fornyet i 2005 og blev fra april 2006 solgt som Almera Classic i Ukraine og Rusland, som Almera B10 i Centralamerika, Venezuela og Ecuador og som Sunny B10 i Nærorienten. I Colombia, Mexico, Libyen og Egypten hedder bilen Renault Scala og i Chile Samsung SM3.
- Nissan Almera (B10, 2006–2010)
- Nissan Almera (B10, 2006–2010)

## Almera (N17, 2011−2020)
I oktober 2011 sendte Nissan som en billig sedanmodel en ny model til Eco-Car-projektet i Thailand på markedet, som fik navnet Almera. Bilen er en modificeret version af Nissan Latio N17, som er bygget på firmaets globale V-platform. Modellen benytter den samme 1,2-liters benzinmotor (HR12DE) som Nissan Micra og findes med enten femtrins manuel gearkasse eller trinløs CVT-gearkasse. Almera-navnet benyttes også i Malaysia, Australien, Indonesien, Singapore, Mauritius og Nigeria.
I 2013 introducerede Nissan Latio som Almera på Filippinerne og i Thailand.
Tredje generation af Almera sælges i dag på visse afrikanske og asiatiske markeder såsom Ghana, Kenya, Nigeria, Sydafrika og Malaysia, Mauritius, Filippinerne og Thailand og andre astiatiske lande. Den findes med femtrins manuel eller firetrins automatisk gearkasse. Modellen sælges ikke i Europa.
- Nissan Almera (N17, 2011−2020)

### G11 (2012−2018)
I Rusland er den nye Almera baseret på den i 2005 introducerede Nissan Bluebird Sylphy G11. Den fik verdenspremiere på Moscow International Automobile Salon den 29. august 2012 og har samme design som Bluebird Sylphy og et nydesignet instrumentbræt fra første generation af Dacia Logan. Modellen drives af en 1,6-liters benzinmotor med 75 kW (102 hk) i kombination med enten femtrins manuel eller firetrins automatisk gearkasse og er siden december 2012 blevet produceret på den lokale AvtoVAZ-fabrik. Salget startede i april 2013 og blev indstillet i oktober 2018.
- Nissan Almera (G11, 2012–2018)

## Almera (N18, 2019−)
Den fjerde modelgeneration af Almera blev præsenteret den 12. april 2019 på Rock the Ocean’s Tortuga Music Festival i Fort Lauderdale. Ligesom forgængeren er modellen bygget på Nissans V-platform, som den deler med femte generation af Nissan Micra.
- Bagfra

## Trivia
I Storbritannien blev der i 1996 udsendt en tv-reklame for Almera, som parodierede serien The Professionals med Lewis Collins og Martin Shaw.